# عبد الرحمن بن عبد الكريم العبيد
عبد الرحمن بن عبد الكريم العبيد (1353- 1432 هـ / 1935- 2011 م) شاعر ومؤلف ومؤرِّخ سعودي، شارك في العديد من الندَوات والملتقيات الثقافية والأدبية داخل المملكة العربية السعودية وخارجها، وحصل على عدد من شهادات التقدير والدروع والميداليات. وهو عضو في رابطة الأدب الإسلامي العالمية. 

## تعليمه
تلقى التعليم الابتدائي والإعدادي وجزء من التعليم الثانوي، ثم مارس التعليم الذاتي، ودرس على يد عدد من المشايخ العلوم الدينية والعربية وذلك قبل افتتاح الجامعات في السعودية، وحصل على إجازة علمية جعلته مؤهلاً للتدريس والكتابة والتأليف.

## أعماله
- موظف في إدارة الموانئ بالمنطقة الشرقية.
- موظف في وزارة المعارف.
- مارس العمل الحر مدة زمنية.
- تفرغ للبحث والتأليف وآخر وظيفة التحق بها رئاسة نادي المنطقة الشرقية الأدبي منذ تأسيسه عام 1410هـ/1989م حتى عام 1427هـ/2006م.[2]

## إسهاماته الثقافية
- مدير تحرير صحيفة (أخبار الظهران) من عام 1381هـ/1961م حتى صدور نظام المؤسسات الصحفية عام 1383هـ/1964م.
- شارك مع عبد الله الشباط في إصدار مجلة (الخليج العربي) عام 1376هـ/1956م.
- رئيس اللجنة الثقافية والتعليمية بمجلس المنطقة الشرقية إلى جانب عضويته بالمجلس.[3]
- عضو هيئة تحرير الموسوعة الجغرافية لبلدان المملكة العربية السعودية في الجمعية الجغرافية السعودية في جامعة الملك سعود.
- عضو رابطة الأدب الإسلامي العالمية.
- عضو لجنة المشورة الثاقافية بالمهرجان الوطني للتراث والثقافة.
- رئيس تحرير مجلس دارين الثقافية سابقًا.[2]

## أعماله الأدبية
قال العبيد الشعر في وقت مبكر من حياته، وجمع شعر في ديوان: (في موكب الفجر) وأقدم قصيدة في هذا الديوان هي قصيدة بعنوانك (النخلة الوحيدة)، وقالها في الجبيل عام 1369هـ/1950م، كما يضم هذا الديوان مجموعة من قصائد المناسبات، وديوان: (يا أمة الحق). وكان ينشر بعض قصائده في الصحف والمجلات مثل: صحيفة الإشعاع، والجزيرة، وأخبار الظهران، مجلة الخليج العربي، ومجلة الشرق، واليمامة.
ويمتاز شعر العبيد بأنه كتب في أغراض عدة منها: الوصف والطبيعة والوطنية والإخوانيات والتوجيه التربوي والاجتماعي، ويمكن القول بأن شعره بوجه عام هادف ملتزم محافظ على عمود الشعر العربي وزنًا ولغة وصياغة، ويتميز بالوضوح والبساطة وعدم التكلف، وصدق العاطفة وحرارة الشعور، وحرص من خلال شعره على إبراز الأمجاد والمآثر والإنجازات التاريخية والحضارية للأمة الإسلامية ووطنه المملكة العربية السعودية وقد اهتم العبيد بتأريخ قصائده، وذكر مناسباتها. وقال عن شعره عبد الله بن إدريس: ( يمتاز شعره بطلاوة الأسلوب، وبساطة التعبير، وشفافية الحسّ، وحرارة التجربة النفسية).

## مؤلفاته المنشورة
- الأدب في الخليج العربي.
- قبيلة العوازم.
- الجبيل: ماضيها وحاضرها.
- أصول المنهج الإسلامي.
- في موكب الفجر (شعر).
- الموسوعة الجغرافية لشرقي البلاد العربية السعودية.
- يا أمة الحق (شعر).
- عودة طيور النورس (رحلة تاريخية تصور الأحداث العامة في مدينة سعودية في أثناء حرب الخليج).[5]

## مؤلفات عنه
- عبد الرحمن العبيد: حياته وأدبه، محمد سعيد الأعظمي، نال بها الدكتوراه من جامعة لكناو بالهند عام 1407هـ/1987م.
- شعر عبد الرحمن العبيد: دراسة موضوعية وفنية، ملحة بنت حمود الحربي، نالت بها الماجستير من كلية الآداب للبنات بالرياض، عام 1422هـ/2001م.

## وصلات خارجية
- عبد الرحمن بن عبد الكريم العبيد